# Kandholhudhoo (Alif Alif)
Pour les articles homonymes, voir Kandholhudhoo.
Kandholhudhoo est une petite île inhabitée des Maldives. Elle dispose d'une piste d'atterrissage pour hélicoptères, ce qui permet de desservir les différentes îles-hôtel de cette partie de l'atoll. Le nom de l'île signifie « île du Kandholhu », qui est un lys sauvage y poussant. Elle accueille le Nika Island Resort.

## Géographie
Madoogali est située dans le centre des Maldives, au Nord-Ouest de l'atoll Ari, dans la subdivision de Alif Alif. 